# Comuna Mareanivka, Zaharivka
Mareanivka (în ucraineană Мар'янівка) este o comună în raionul Frunzivka, regiunea Odesa, Ucraina, formată din satele Demetivka, Mareanivka (reședința), Olenivka, Pervomaiske și Petrivka.

## Demografie
Componența lingvistică a comunei Mareanivka
     Ucraineană (84,63%)
     Română (12,02%)
     Rusă (2,66%)
     Alte limbi (0,3%)
Conform recensământului din 2001, majoritatea populației comunei Mareanivka era vorbitoare de ucraineană (84,63%), existând în minoritate și vorbitori de română (12,02%) și rusă (2,66%).